# Place Saint-Aubain (Namur)
Pour les articles homonymes, voir Place Saint-Aubin.
La Place Saint-Aubain est un espace urbain de circulation publique de la ville de Namur en Belgique. Au cœur du quartier Renaissance de la vieille ville, la place est dominée sur son côté occidental par la cathédrale (Saint-Aubain) du diocèse de Namur et, lui faisant face sur le côté oriental, le palais du gouvernement provincial.  Elle est le théâtre de nombreux rassemblements officiels, religieux, patriotiques, culturels ou sportifs de la ville ou de Wallonie.  

## Histoire
On peut dire que la place Saint-Aubain est née avec l’église collégiale Saint-Aubain, voulue par Albert II, comte de Namur.  C’était en 1047. À l’extérieur de la ville au départ elle ne fut incorporée à la ville, avec le faubourg créé par les maisons de chanoine, leurs serviteurs, cimetière  et autres bâtiments, que lorsque la troisième enceinte de la ville fut érigée (à partir du XIIIe siècle). Il y eut une restauration (1208), une reconstruction (1388) et des modifications de la collégiale au cours des siècles.
L’évêché de Namur fut créé en 1559. Deux siècles plus tard Paul-Godefroi de Berlo décida de construite une toute nouvelle cathédrale. L’ancienne collégiale-cathédrale fut démolie (on en a gardé la tour-clocher du XIIIe siècle) et le nouvel édifice fut construit — dans une orientation différente — de 1751 à 1772, au centre même de l’ancienne place, créant ainsi ces deux placettes à droite et à gauche de la cathédrale qui sont appelées, l’une place du chapitre et l’autre place du Carillon. 

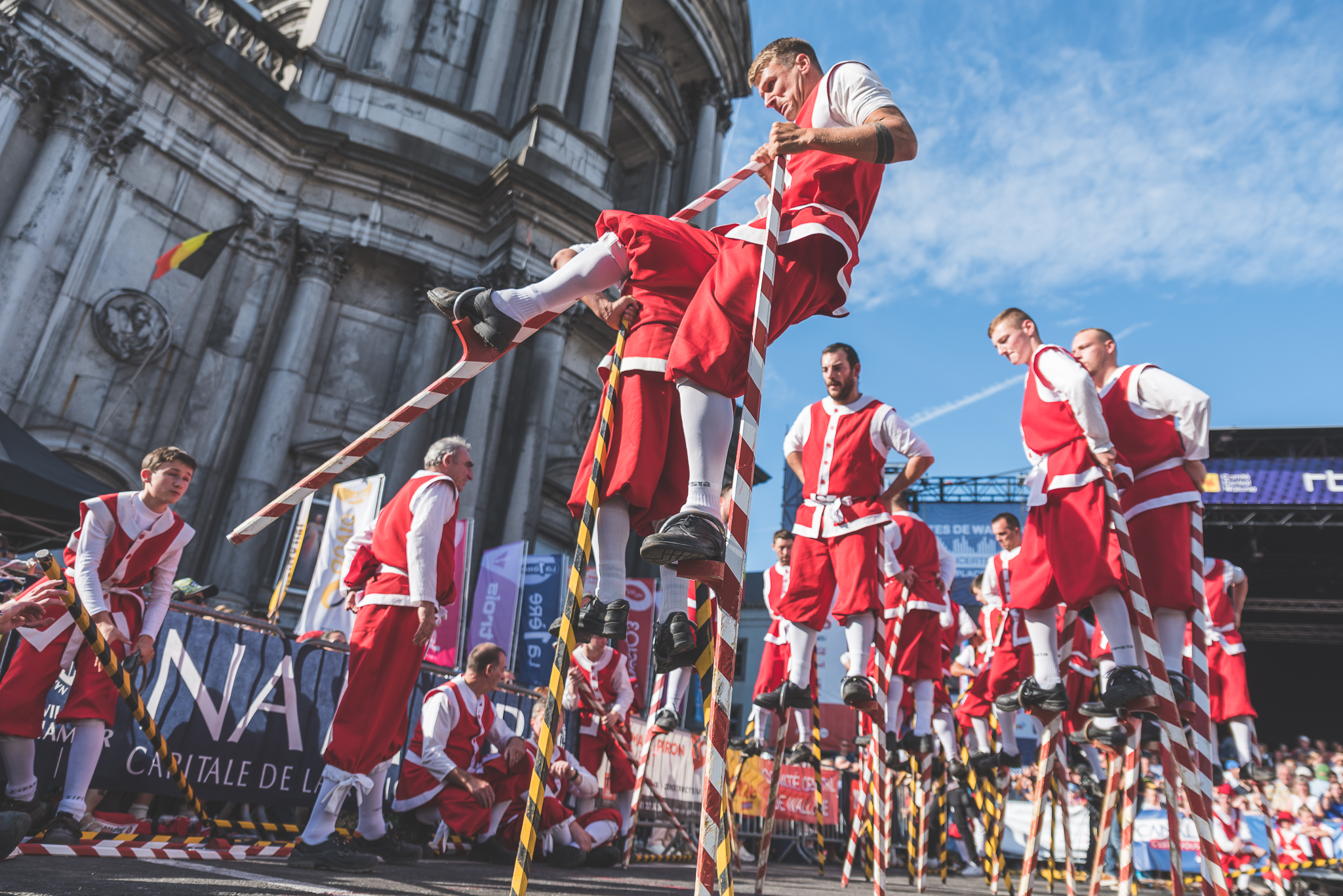
Combat d'échasseurs sur la place Saint-Aubain.

## Description
Avec la construction en 1728 — sur le côté ouest — du palais épiscopal devenu le siège du gouvernement provincial la place Saint-Aubain prit sa physionomie presque définitive. Les bâtiments des côtés nord et sud de la place sont également pluriséculaires : la Maison Grafé-LeCocq porte le  millésime « 1618 ». La place Saint-Aubain est le cœur et joyau de l’ère Renaissance à Namur. Elle n’a pratiquement plus changé depuis 1824. La rue Saint-Aubain qui bordait la place est devenue, dans sa partie septentrionale rue Lelièvre et dans sa partie méridionale rue Joseph Saintraint.  
Depuis juillet 1772, date de la réception solennelle du nouvel évêque de Namur, Ferdinand-Marie de Lobkowitz jusqu’ à ce jour la place fut souvent choisie pour être le théâtre de cérémonies officielles, religieuses et civiles : fêtes nationales (et fêtes de Wallonie), réceptions publiques, jubilé solennels, De nombreuses cérémonies et fêtes populaires et sportives y ont lieu : combats d'échasseurs, départs de courses cyclistes ou rallyes automobiles. L’unique ballodrome de la ville au XIXe siècle était la place Saint-Aubain. 
À l'époque contemporaine, la place Saint-Aubain sert avant tout de parking de voitures.